# Église de la Nativité-de-la-Sainte-Vierge de La Flamengrie
L'église de la Nativité-de-la-Sainte-Vierge est une église située à La Flamengrie, en France.

## Localisation
L'église est située sur la commune de La Flamengrie, dans le département de l'Aisne.

## Historique
La Flamengrie fut une possession de l’abbaye de Saint-Denis, puis des Dames de Saint-Cyr au XIIIe siècle. Ce fut une seigneurie des avoués de Saint-Denis avant d’appartenir aux Noailles à la révolution française. Le village fut détruit par les Anglais en 1339. Il a été également le siège d’une maladrerie. Les hameaux de Roubais et Petit-Bois-Saint-Denis qui furent érigés en communes autonomes à la révolution française, furent rattachés à La Flamengrie en 1800. L'église, de construction en grande partie romane, est fortifiée.

## Description
L'église est construite sur un plan basilical, avec une nef à 6 travées et ses collatéraux, ainsi qu'une abside en hémicycle. Elle est construite en bloc de pierre de taille d'un calibre moyen, assemblés avec des moellons sur certains endroits. Au sud de l'église, un rajout tardif du XVIIe siècle laisse croire à l'existence d'un transept, ce qui n'est pas le cas, l'espace situé au nord étant occupé par une fenêtre qui éclaire la travée. Un portail de style gothique ouvre sur la nef depuis la façade est.
A l'intérieur, des piliers rectangulaire sans chapiteaux supportent des arcades en tiers-point de style gothique. Les arcades du transept sont en plein cintre dans un style plus archaïque. Une travée droite de chœur légèrement plus basse que la nef précède l'abside de forme ronde à l'intérieur, mais polygonale à l'extérieur. Des contreforts de petite taille viennent supporter le départ des nervures de la voûte absidiale et de la travée de chœur. La fenêtre axiale de l'abside a été considérablement agrandie au XVIIIe siècle avec une ouverture en briques. Les ouvertures de collatéraux ont aussi fait l'objet d’agrandissements à une période inconnue. Seules les petites ouvertures de parties hautes de la nef conservent leur aspect d'origine. 

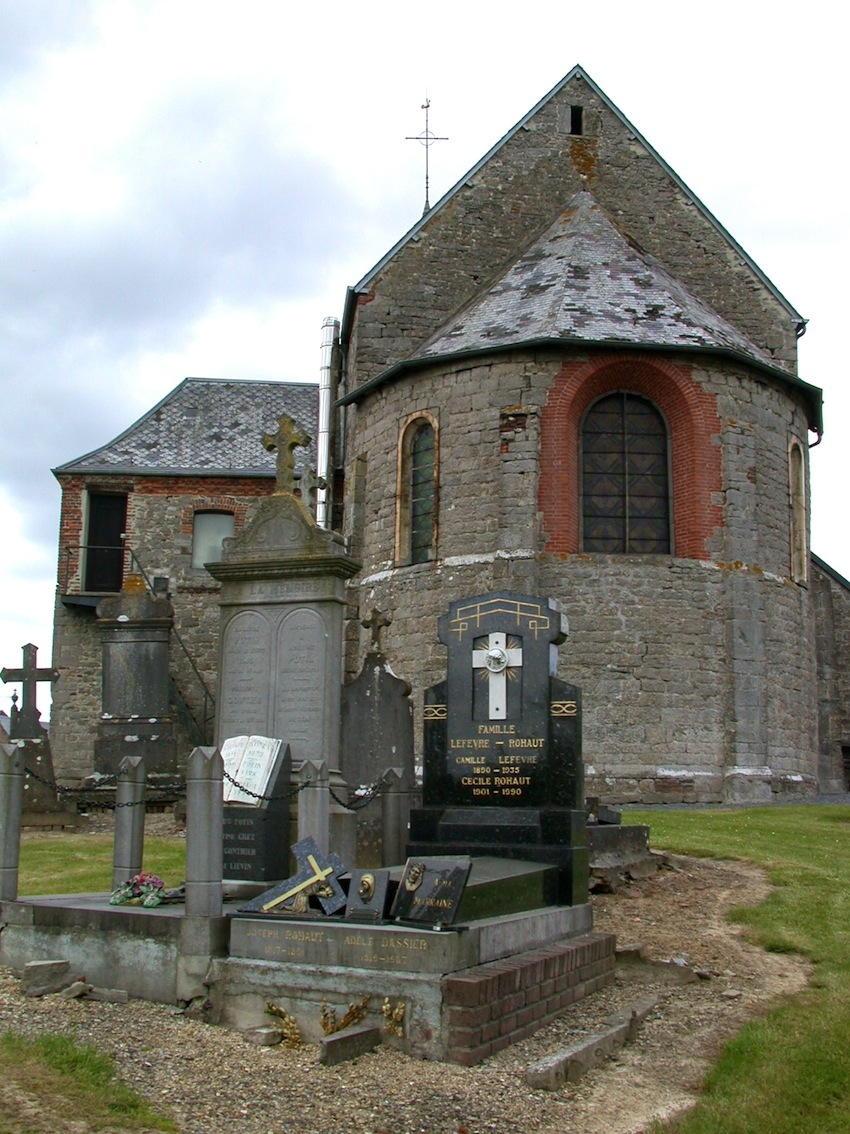
Abside polygonale de l'église.

L'église est fortifiée au XVe siècle, avec l'ajout d'une tourelle en poivrière pourvue de meurtrières. Le clocher charpenté avec abat-son date de la même période.

## Cimetière

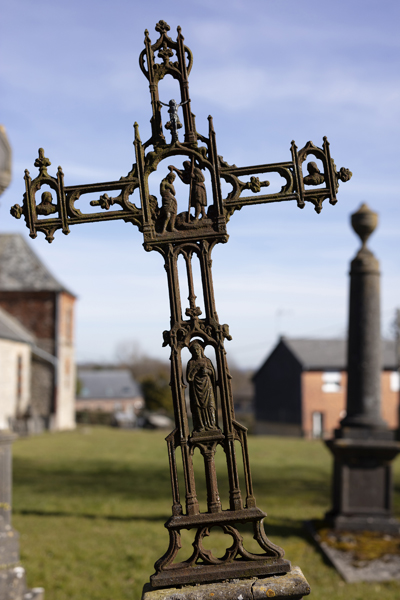
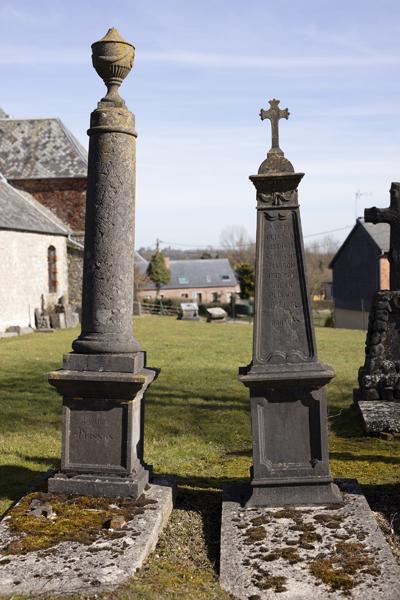
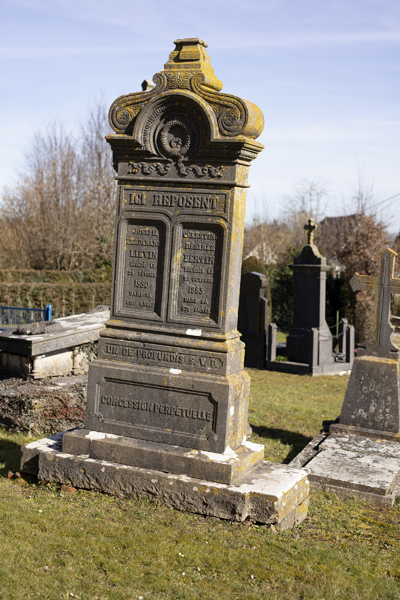